# Sara de la Hoz
Sara de la Hoz (6 tháng 3 năm 1919 - 20 tháng 1 năm 2015) là một nhà hoạt động và chính trị gia người Guatemala. Bà là vợ của Tổng thống Julio César Méndez Montenegro, đệ nhất phu nhân Guatemala trong chính phủ của ông.
Trong chính phủ của chồng, bà đã đạt được tầm quan trọng lớn đối với hoạt động xã hội của mình, thành lập Ban Công tác xã hội của Vợ của Tổng thống, đến thăm những người cần thiết nhất và cung cấp cho họ sự hỗ trợ mà họ không có. Ông có ảnh hưởng trong chính phủ. Chồng bà qua đời vào tháng 4 năm 1996, sau đó vì các dịch vụ của ông được chuyển đến Guatemala, Quốc hội Cộng hòa đã cấp cho ông một khoản trợ cấp trọn đời vào năm 2004. Bà ấy chết ở bên cạnh gia đình vào ngày 20 tháng 1 năm 2015.